# Visul Georgian
Visul Georgian – Georgia Democrată (în georgiană ქართული ოცნება – დემოკრატიული საქართველო) este un partid politic populist din Georgia. Președintele de onoare și fondatorul partidului este afaceristul miliardar Bidzina Ivanișvili, care este considerat liderul de facto al partidului. Partidul a fost fondat în 2012 și a câștigat toate alegerile de atunci, fiind constant la guvernare. Visul Georgian se prezenta ca un partid de centru-stânga, pro-UE și pro-NATO, însă a alunecat rapid spre conservatorism social și iliberalism. Partidul a fost acuzat că ar promova o politică externă antioccidentală și prorusă, acuzații respinse vehement de partid.
În iunie 2024, mai mulți oficiali ai Visului Georgian au fost sancționați de SUA pentru promovarea de politici antidemocratice. Începând cu invazia Rusiei în Ucraina, partidul a promovat o retorică mai conspiraționistă, acuzând occidentul că vrea să atragă Georgia într-un război împotriva Rusiei. Din 2019, partidul propune aderarea la UE „conform regulilor georgiene”.